# Potentilla bruceae
Potentilla bruceae es una especie de planta del género Potentilla, perteneciente a la familia Rosaceae.

## Taxonomía
Potentilla bruceae fue descrita por Per Axel Rydberg en 1908.

## Distribución
Se encuentra en el territorio de California, Nevada y Oregón.